# 仲田紀久子
仲田 紀久子（なかだ きくこ、1991年1月2日 - ）は、琉球放送のアナウンサー。

## 経歴
沖縄県那覇市出身。沖縄県立那覇高等学校卒業（62期生）、法政大学文学部英文学科卒業。モデル・ローカルタレントの大城優紀は高校の同級生である。
大学を卒業後、2013年4月に琉球放送に入社し、同局のアナウンサーになる。初鳴きは同年5月27日の『民謡で今日拝なびら』。テレビではニュース番組を担当することが多い一方、ラジオでは『ラジオBar南国の夜』のレギュラーや、土曜日のワイド番組『サタデースクール Ohana』のパーソナリティを務めた。
その後、ハワイ東西センターが毎年行っているアジア太平洋リーダーシッププログラム (Asia Pacific Leadership Program) に参加するため、2018年4月から1年間休職していた。このプログラムの実施期間中、仲田は開催地である韓国とハワイに滞在していた。そしてプログラムの終了後には世界各国を回り、2019年4月に職場復帰した。

## 人物
- 好きな言葉は、漫画『宇宙兄弟』の台詞「迷った時はね、どっちが正しいかなんて考えちゃダメ。どっちが楽しいかで決めなさい。」[動画 3]。
- 映画観賞が趣味で、テレビで『紀久子のキネマチャンネル』というミニ番組を持った他、SNSでも映画の感想を述べることが多い。
- 同期入社の宮城杏里（2016年6月末退局）とは入社試験時から仲が良かった。仲田の翌日に行われた宮城の初鳴きにも立ち会った[動画 4]他、2016年6月25日放送の『サタデースクール Ohana』に宮城がゲスト出演した際、仲田が感謝の言葉を述べた[6]。

## 担当番組

### テレビ
- RBC NEWS Link FLASH
- 紀久子のキネマチャンネル
- JNNニュース
- RBC NEWS Link - 月曜・火曜・木曜キャスター
- おきなわMOSAIC（2019年6月26日） - 案内人

### ラジオ
- シャキッとi - 「歌のない歌謡曲」のコーナー担当
- ジ・アナウンサーズ 特命全権アナβ
- 漢那邦洋のスポーツフォーカル - 「90を切る！ゴルフを知る！漢那と紀久子のゴルフってナンダ」のコーナー担当
- ラジオBar南国の夜（2014年10月 - 2018年3月）
- サタデースクール Ohana（2016年4月 - 2018年3月）
- RBCiラジオスペシャル

### 動画
1. ↑  RBCiラジオ RBC新人アナウンサー 仲田紀久子 ニュース読み初デビュー - YouTube（2013年6月6日）2020年9月19日閲覧。
2. ↑  RBCiラジオ 新人アナ 仲田紀久子 奮闘記（その3） - YouTube（2013年6月7日）2020年9月19日閲覧。
3. ↑  RBCiラジオ RBC新人アナ 仲田紀久子 奮闘記 （その1） - YouTube（2013年6月5日）2020年9月19日閲覧。
4. ↑  RBCiラジオ RBC新人アナウンサー 宮城杏里 ニュース読み初デビュー - YouTube（2013年6月7日）2020年9月19日閲覧。